# Middelharnis
Middelharnis est un village et une ancienne commune néerlandaise, en province de Hollande-Méridionale, situé sur l'île de Goeree-Overflakkee.